# Bahnradsport-Europameisterschaften 2024

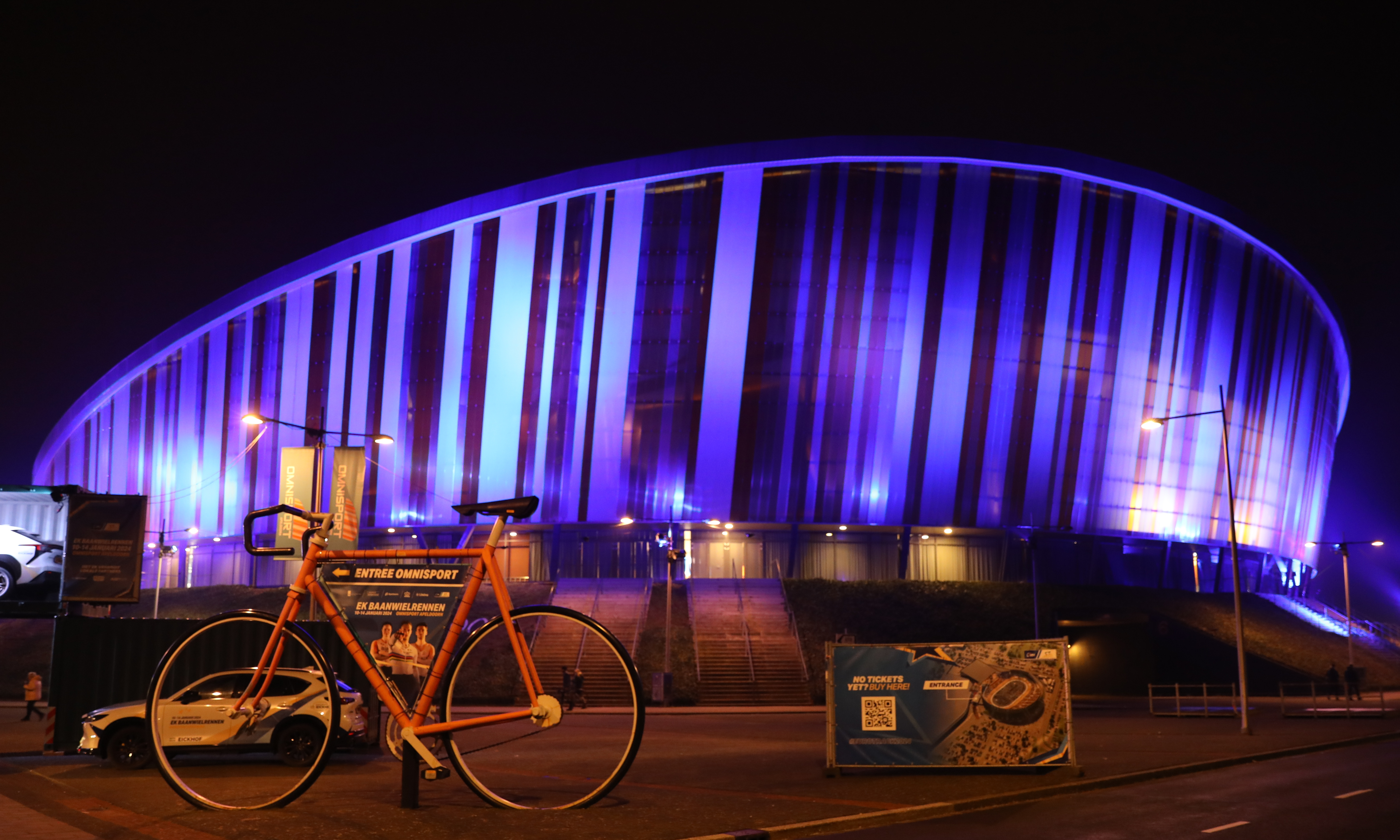
Das Omnisport in Apeldoorn

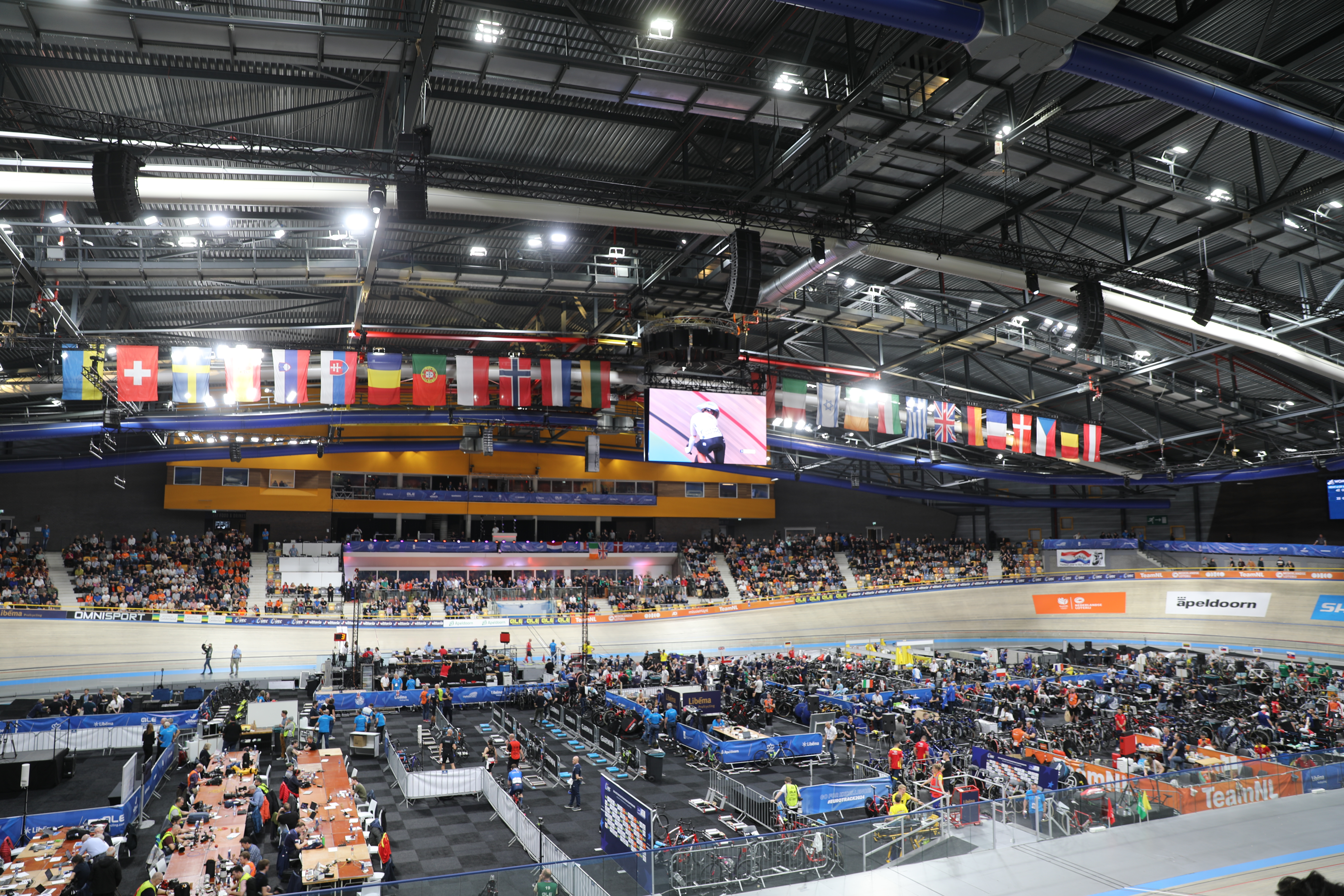
Innenraum der Halle während der Meisterschaften

Die Bahnradsport-Europameisterschaften 2024 fanden vom 10. bis 14. Januar 2024 im Omnisport im niederländischen Apeldoorn statt. Damit war der Ort zum vierten Mal nach 2011, 2013 und 2019 Gastgeber von Bahneuropameisterschaften.

## Beschreibung
Gemeldet waren 292 Sportler aus 25 Ländern, davon waren 125 Frauen und 169 Männer.
Die Europameisterschaften gehörten zur Qualifikation für die Olympischen Sommerspiele in Paris.
Bei den Frauen wurden die Entscheidungen im Punktefahren und im Ausscheidungsfahren unmittelbar nacheinander ermittelt. Lotte Kopecky gelang das Kunststück, beide innerhalb von 20 Minuten zu gewinnen, obwohl die meisten ihrer Konkurrentinnen nur an einem der beiden Rennen teilnahmen; zudem gewann sie mit Katrijn De Clercq Silber im Zweier-Mannschaftsfahren. Auch die Deutsche Lea Sophie Friedrich errang drei Medaillen: Gold in Keirin und mit Emma Hinze und Pauline Grabosch im Teamsprint, sowie Silber im Sprint. Bei den Männern war es Harrie Lavreysen, der das heimische Publikum mit drei Goldmedaillen begeisterte. Die Britin Emma Finucane wurde erste britische Europameisterin im Sprint, in Keirin und Teamsprint gewann sie Silber. Die deutschen Fahrer Roger Kluge und Theo Reinhardt wurden zum dritten Mal in Folge Europameister im Zweier-Mannschaftsfahren. Der Portugiese Iúri Leitão sicherte sich zum dritten Mal den Titel im Scratch.
Insgesamt kamen rund 21.500 Zuschauerinnen und Zuschauer zu den Meisterschaften im Apeldoorner Omnisport.

## Entscheidungen
Insgesamt standen 22 Medaillenentscheidungen auf dem Programm:
- Sprintwettbewerbe:
  - Sprint
  - Teamsprint
  - Keirin
  - Zeitfahren
- Ausdauerwettbewerbe:
  - Einerverfolgung
  - Mannschaftsverfolgung
  - Scratch
  - Punktefahren
  - Ausscheidungsfahren
  - Madison
  - Omnium

Alle Wettbewerbe fanden jeweils für Frauen und Männer statt.

## Zeitplan (Finals)
| Datum                  | Entscheidungen Männer                                                  | Entscheidungen Frauen                                   |
| ---------------------- | ---------------------------------------------------------------------- | ------------------------------------------------------- |
| Mittwoch, 10. Januar   | Teamsprint, Ausscheidungsfahren                                        | Teamsprint                                              |
| Donnerstag, 11. Januar | Mannschaftsverfolgung, 1000-Meter-Zeitfahren, Zweier-Mannschaftsfahren | Mannschaftsverfolgung, Scratch                          |
| Freitag, 12. Januar    | Scratch, Einerverfolgung                                               | Sprint, Omnium                                          |
| Samstag, 13. Januar    | Sprint, Omnium                                                         | Punktefahren, Ausscheidungsfahren, 500-Meter-Zeitfahren |
| Sonntag, 14. Januar    | Punktefahren, Keirin                                                   | Einerverfolgung, Zweier-Mannschaftsfahren, Keirin       |

## Resultate

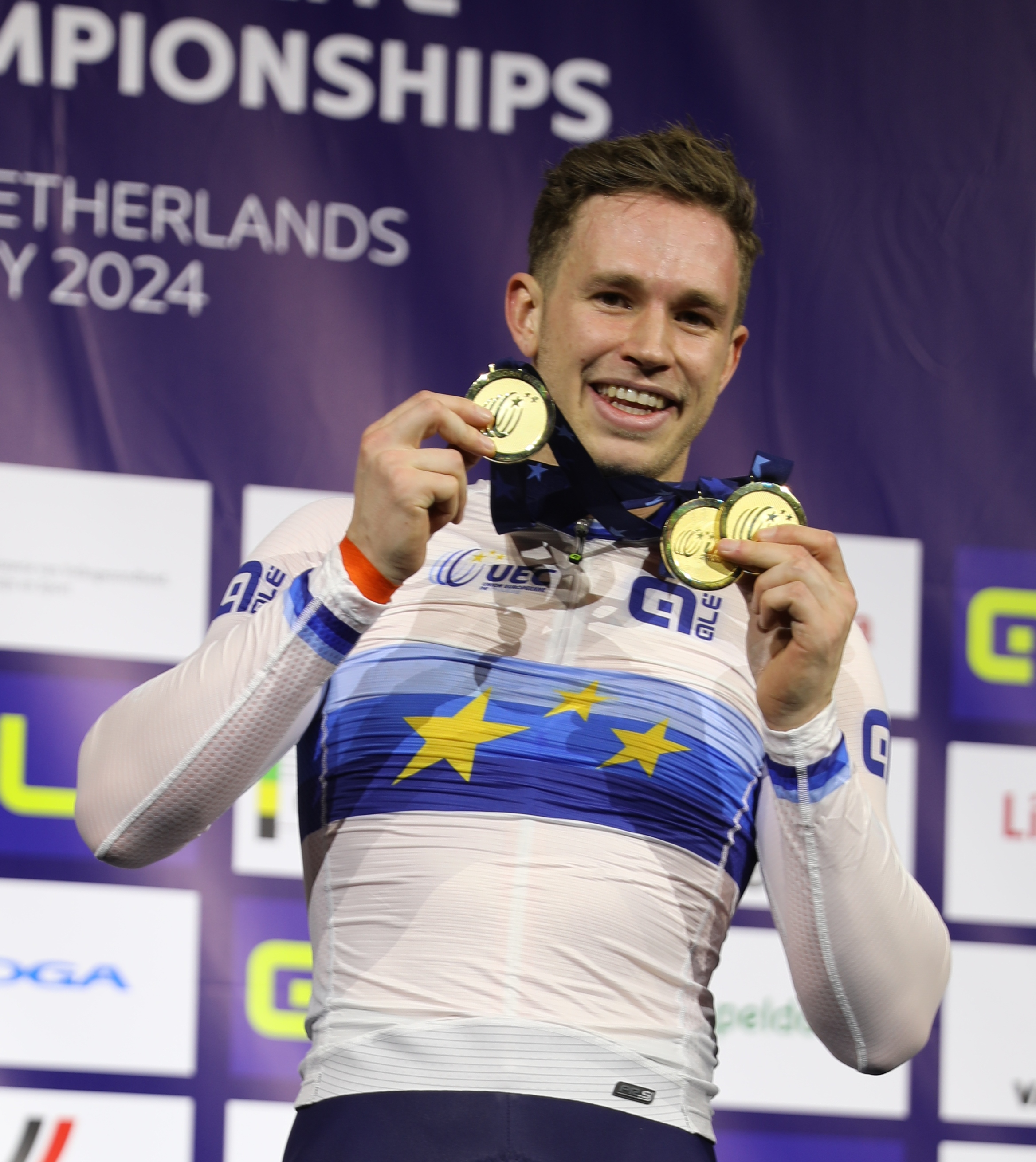
Der Niederländer Harrie Lavreysen errang dreimal Gold

- Legende: „G“ = Zeit aus dem Finale um Gold; „B“ = Zeit aus dem Finale um Bronze
- Fahrerinnen und Fahrer, deren Name kursiv geschrieben sind, bestritten bei Mannschaftswettbewerben lediglich die Qualifikation oder die erste Runde.

### Sprint
| Männer | Männer           | Männer | Männer                |
| ------ | ---------------- | ------ | --------------------- |
| #      | Sportler         | Land   | Zeit (s)              |
|        | Harrie Lavreysen | NED    | 9,773 (1) 9,846 (2)   |
|        | Mateusz Rudyk    | POL    |                       |
|        | Mikhail Yakovlev | ISR    | 10,054 (1) 10,055 (2) |
| 4      | Jeffrey Hoogland | NED    |                       |
| 5      | Rayan Helal      | FRA    |                       |
| 6      | Sébastien Vigier | FRA    |                       |
| 7      | Hamish Turnbull  | GBR    |                       |
| 8      | Vasilijus Lendel | LTU    |                       |

| Frauen | Frauen                   | Frauen | Frauen                |
| ------ | ------------------------ | ------ | --------------------- |
| #      | Sportlerin               | Land   | Zeit (s)              |
|        | Emma Finucane            | GBR    | 11,073 (1) 11,002 (2) |
|        | Lea Sophie Friedrich     | GER    |                       |
|        | Emma Hinze               | GER    | 11,061 (1) 11,539 (2) |
| 4      | Mathilde Gros            | FRA    |                       |
| 5      | Sophie Capewell          | GBR    |                       |
| 6      | Hetty van de Wouw        | NED    |                       |
| 7      | Nikola Sibiak            | POL    |                       |
| 8      | Taky Marie-Divine Kouamé | FRA    |                       |

### Keirin
| Männer | Männer              | Männer | Männer |
| ------ | ------------------- | ------ | ------ |
| #      | Sportler            | Land   |        |
|        | Harrie Lavreysen    | NED    |        |
|        | Mateusz Rudyk       | POL    |        |
|        | Stefano Moro        | ITA    |        |
| 4      | Hamish Turnbull     | GBR    |        |
| 5      | Sébastien Vigier    | FRA    |        |
| 6      | Martin Čechman      | CZE    |        |
| 7      | Jack Carlin         | GBR    |        |
| 8      | Maximilian Dörnbach | GER    |        |
| 9      | Jeffrey Hoogland    | NED    |        |
| 10     | Rafał Sarnecki      | POL    |        |

| Frauen | Frauen                   | Frauen | Frauen |
| ------ | ------------------------ | ------ | ------ |
| #      | Sportlerin               | Land   |        |
|        | Lea Sophie Friedrich     | GER    |        |
|        | Emma Finucane            | GBR    |        |
|        | Hetty van de Wouw        | NED    |        |
| 4      | Mathilde Gros            | FRA    |        |
| 5      | Nicky Degrendele         | BEL    |        |
| 6      | Taky Marie-Divine Kouamé | FRA    |        |
| 7      | Emma Hinze               | GER    |        |
| 8      | Sophie Capewell          | GBR    |        |
| 9      | Marlena Karwacka         | POL    |        |
| 10     | Urszula Łoś              | POL    |        |

### Zeitfahren
| Männer (1000 m) | Männer (1000 m)           | Männer (1000 m) | Männer (1000 m) |
| --------------- | ------------------------- | --------------- | --------------- |
| #               | Sportler                  | Land            | Zeit (min)      |
|                 | Matteo Bianchi            | ITA             | 1:00,272        |
|                 | Daan Kool                 | NED             | 1:00,414        |
|                 | Melvin Landerneau         | FRA             | 1:00,472        |
| 4               | Joseph Truman             | GBR             | 1:00,509        |
| 5               | Maximilian Dörnbach       | GER             | 1:00,675        |
| 6               | Alejandro Martínez Chorro | ESP             | 1:00,774        |
| 7               | Tijmen van Loon           | NED             | 1:01,776        |
| 8               | Marc Jurczyk              | GER             | 1:02,235        |

| Frauen (500 m) | Frauen (500 m)           | Frauen (500 m) | Frauen (500 m) |
| -------------- | ------------------------ | -------------- | -------------- |
| #              | Sportlerin               | Land           | Zeit (s)       |
|                | Katy Marchant            | GBR            | 33,319         |
|                | Taky Marie-Divine Kouamé | FRA            | 33,356         |
|                | Pauline Grabosch         | GER            | 33,444         |
| 4              | Miriam Vece              | ITA            | 33,513         |
| 5              | Marlena Karwacka         | POL            | 33,678         |
| 6              | Lowri Thomas             | GBR            | 34,026         |
| 7              | Paulina Petri            | POL            | 34,396         |
| 8              | Clara Schneider          | GER            | 34,682         |

### Teamsprint

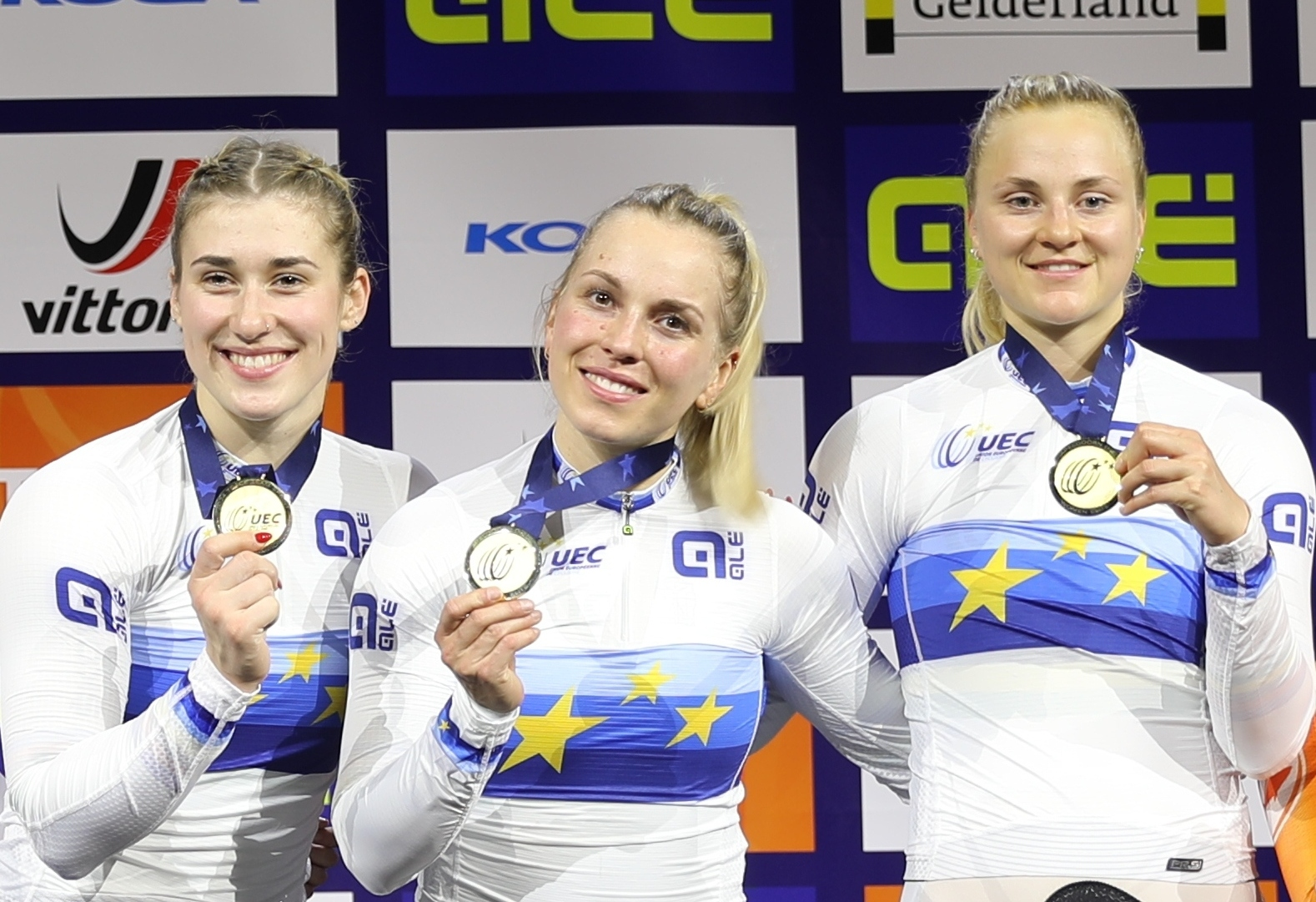
Die deutschen Teamsprinterinnen (v. l. n. r.) Pauline Grabosch, Emma Hinze und Lea Sophie Friedrich wurden Europameisterinnen

| Männer | Männer                                                             | Männer | Männer   |
| ------ | ------------------------------------------------------------------ | ------ | -------- |
| #      | Sportler                                                           | Land   | Zeit (s) |
|        | Jeffrey Hoogland Harrie Lavreysen Roy van den Berg Tijmen van Loon | NED    | 41,958 G |
|        | Florian Grengbo Rayan Helal Sébastien Vigier                       | FRA    | 42,718 G |
|        | Daniel Rochna Mateusz Rudyk Rafał Sarnecki Maciej Bielecki         | POL    | 43,177 B |
| 4      | Jack Carlin Alistair Fielding Hamish Turnbull                      | GBR    | 43,205 B |
| 5      | Maximilian Dörnbach Nik Schröter Luca Spiegel                      | GER    |          |
| 6      | Matteo Bianchi Daniele Napolitano Mattia Predomo                   | ITA    |          |
| 7      | Martin Čechman Matěj Bohuslávek Dominik Topinka                    | CZE    |          |
| 8      | Ekain Jiménez Alejandro Martínez Chorro José Moreno Sánchez        | ESP    |          |

| Frauen | Frauen                                                    | Frauen | Frauen   |
| ------ | --------------------------------------------------------- | ------ | -------- |
| #      | Sportlerinnen                                             | Land   | Zeit (s) |
|        | Lea Sophie Friedrich Pauline Grabosch Emma Hinze          | GER    | 45,899 G |
|        | Sophie Capewell Emma Finucane Katy Marchant Lowri Thomas  | GBR    | 46,151 G |
|        | Kyra Lamberink Hetty van de Wouw Steffie van der Peet     | NED    | 46,754 B |
| 4      | Marlena Karwacka Urszula Łoś Nikola Sibiak                | POL    | 47,189 B |
| 5      | Mathilde Gros Taky Marie-Divine Kouamé Julie Michaux      | FRA    |          |
| 6      | Alla Bilezka Oleksandra Lohwynjuk Olena Starykowa         | UKR    |          |
| 7      | Anna Jaborníková Veronika Jaborníková Natálie Mikšaníková | CZE    |          |
| 8      | Nicky Degrendele Valerie Jenaer Julie Nicolaes            | BEL    |          |

### Einerverfolgung
| Männer (4000 m) | Männer (4000 m)      | Männer (4000 m) | Männer (4000 m) |
| --------------- | -------------------- | --------------- | --------------- |
| #               | Sportler             | Land            | Zeit (min)      |
|                 | Daniel Bigham        | GBR             | 4:05,783 G      |
|                 | Charlie Tanfield     | GBR             | 4:07,777 G      |
|                 | Rasmus Pedersen      | DEN             | 4:10,119 B      |
| 4               | Tobias Buck-Gramcko  | GER             | 4:10,802 B      |
| 5               | Carl-Frederik Bévort | DEN             |                 |
| 6               | Valère Thiébaud      | SUI             |                 |
| 7               | Thomas Denis         | FRA             |                 |
| 8               | Iver Johan Knotten   | NOR             |                 |

| Frauen (3000 m) | Frauen (3000 m)     | Frauen (3000 m) | Frauen (3000 m) |
| --------------- | ------------------- | --------------- | --------------- |
| #               | Sportlerin          | Land            | Zeit (min)      |
|                 | Josie Knight        | GBR             | 3:22,816 G      |
|                 | Franziska Brauße    | GER             | 3:22,819 G      |
|                 | Anna Morris         | GBR             | 3:22,934 B      |
| 4               | Federica Venturelli | ITA             | 3:27,475 B      |
| 5               | Martina Alzini      | ITA             |                 |
| 6               | Kelly Murphy        | IRL             |                 |
| 7               | Olga Wankiewicz     | POL             |                 |
| 8               | Alberte Greve       | DEN             |                 |

### Mannschaftsverfolgung
| Männer | Männer                                                                                | Männer | Männer     |
| ------ | ------------------------------------------------------------------------------------- | ------ | ---------- |
| #      | Sportler                                                                              | Land   | Zeit (min) |
|        | Daniel Bigham Ethan Hayter Charlie Tanfield Ethan Vernon Oliver Wood                  | GBR    | 3:45,218 G |
|        | Carl-Frederik Bévort Tobias Hansen Niklas Larsen Rasmus Pedersen Frederik Madsen      | DEN    | 3:46,372 G |
|        | Davide Boscaro Simone Consonni Francesco Lamon Jonathan Milan                         | ITA    | 3:49,974 B |
| 4      | Tobias Buck-Gramcko Felix Groß Nicolas Heinrich Tim Torn Teutenberg Theo Reinhardt    | GER    | 3:52,108 B |
| 5      | Thomas Boudat Thomas Denis Corentin Ermenault Valentin Tabellion Oscar Nilsson-Julien | FRA    |            |
| 6      | Lindsay De Vylder Tuur Dens Gianluca Pollefliet Noah Vandenbranden                    | BEL    |            |
| 7      | Francesc Bennassar Beñat Garaiar Erik Martorell Álvaro Navas Joan Martí Bennassar     | ESP    |            |
| 8      | Luca Bühlmann Noah Bögli Pascal Tappeiner Valère Thiébaud                             | SUI    |            |

| Frauen | Frauen                                                                          | Frauen | Frauen     |
| ------ | ------------------------------------------------------------------------------- | ------ | ---------- |
| #      | Sportlerinnen                                                                   | Land   | Zeit (min) |
|        | Elisa Balsamo Martina Fidanza Vittoria Guazzini Letizia Paternoster             | ITA    | 4:12,551 G |
|        | Megan Barker Josie Knight Anna Morris Jessica Roberts Neah Evans                | GBR    | 4:15,950 G |
|        | Franziska Brauße Lisa Klein Lena Charlotte Reißner Laura Süßemilch Mieke Kröger | GER    | 4:14,768 B |
| 4      | Lara Gillespie Mia Griffin Kelly Murphy Alice Sharpe Erin Creighton             | IRL    | 4:21,539 B |
| 5      | Katrijn De Clercq Febe Jooris Lotte Kopecky Marith Vanhove Sara Maes            | BEL    |            |
| 6      | Patrycja Lorkowska Daria Pikulik Nikol Płosaj Olga Wankiewicz Wiktoria Pikulik  | POL    |            |
| 7      | Marion Borras Clara Copponi Valentine Fortin Lara Lallemant Victoire Berteau    | FRA    |            |
| 8      | Michelle Andres Jasmin Liechti Annika Liehner Janice Stettler                   | SUI    | DSQ        |

### Ausscheidungsfahren
| Männer | Männer              | Männer | Männer |
| ------ | ------------------- | ------ | ------ |
| #      | Sportler            | Land   |        |
|        | Tobias Hansen       | DEN    |        |
|        | William Tidball     | GBR    |        |
|        | Jules Hesters       | BEL    |        |
| 4      | Tim Wafler          | AUT    |        |
| 5      | Donavan Grondin     | FRA    |        |
| 6      | Tim Torn Teutenberg | GER    |        |
| 7      | Philip Heijnen      | NED    |        |
| 8      | Alex Vogel          | SUI    |        |
| 9      | Diogo Narciso       | POR    |        |
| 10     | Jan Voneš           | CZE    |        |

| Frauen | Frauen                | Frauen | Frauen |
| ------ | --------------------- | ------ | ------ |
| #      | Sportlerin            | Land   |        |
|        | Lotte Kopecky         | BEL    |        |
|        | Lea Lin Teutenberg    | GER    |        |
|        | Jessica Roberts       | GBR    |        |
| 4      | Chiara Consonni       | ITA    |        |
| 5      | Maria Martins         | POR    |        |
| 6      | Anita Yvonne Stenberg | NOR    |        |
| 7      | Valentine Fortin      | FRA    |        |
| 8      | Olivija Baleišytė     | LTU    |        |
| 9      | Barbora Němcová       | CZE    |        |
| 10     | Babette van der Wolf  | NED    |        |

### Punktefahren
| Männer | Männer               | Männer | Männer |
| ------ | -------------------- | ------ | ------ |
| #      | Sportler             | Land   | Punkte |
|        | Niklas Larsen        | DEN    | 66     |
|        | Sebastián Mora       | ESP    | 58     |
|        | Oscar Nilsson-Julien | FRA    | 45     |
| 4      | Yanne Dorenbos       | NED    | 41     |
| 5      | William Perrett      | GBR    | 36     |
| 6      | Diogo Narciso        | POR    | 36     |
| 7      | Felix Ritzinger      | AUT    | 27     |
| 8      | Witalij Hryniw       | UKR    | 22     |
| 9      | Daniel Crista        | ROU    | 21     |
| 10     | Bertold Drijver      | HUN    | 13     |

| Frauen | Frauen                | Frauen | Frauen |
| ------ | --------------------- | ------ | ------ |
| #      | Sportlerin            | Land   | Punkte |
|        | Lotte Kopecky         | BEL    | 24     |
|        | Anita Yvonne Stenberg | NOR    | 19     |
|        | Jarmila Machačová     | CZE    | 18     |
| 4      | Lara Gillespie        | IRL    | 11     |
| 5      | Wiktoria Pikulik      | POL    | 11     |
| 6      | Marit Raaijmakers     | NED    | 10     |
| 7      | Clara Copponi         | FRA    | 9      |
| 8      | Argyro Milaki         | GRE    | 6      |
| 9      | Alberte Greve         | DEN    | 4      |
| 10     | Sophie Lewis          | GBR    | 4      |

### Scratch

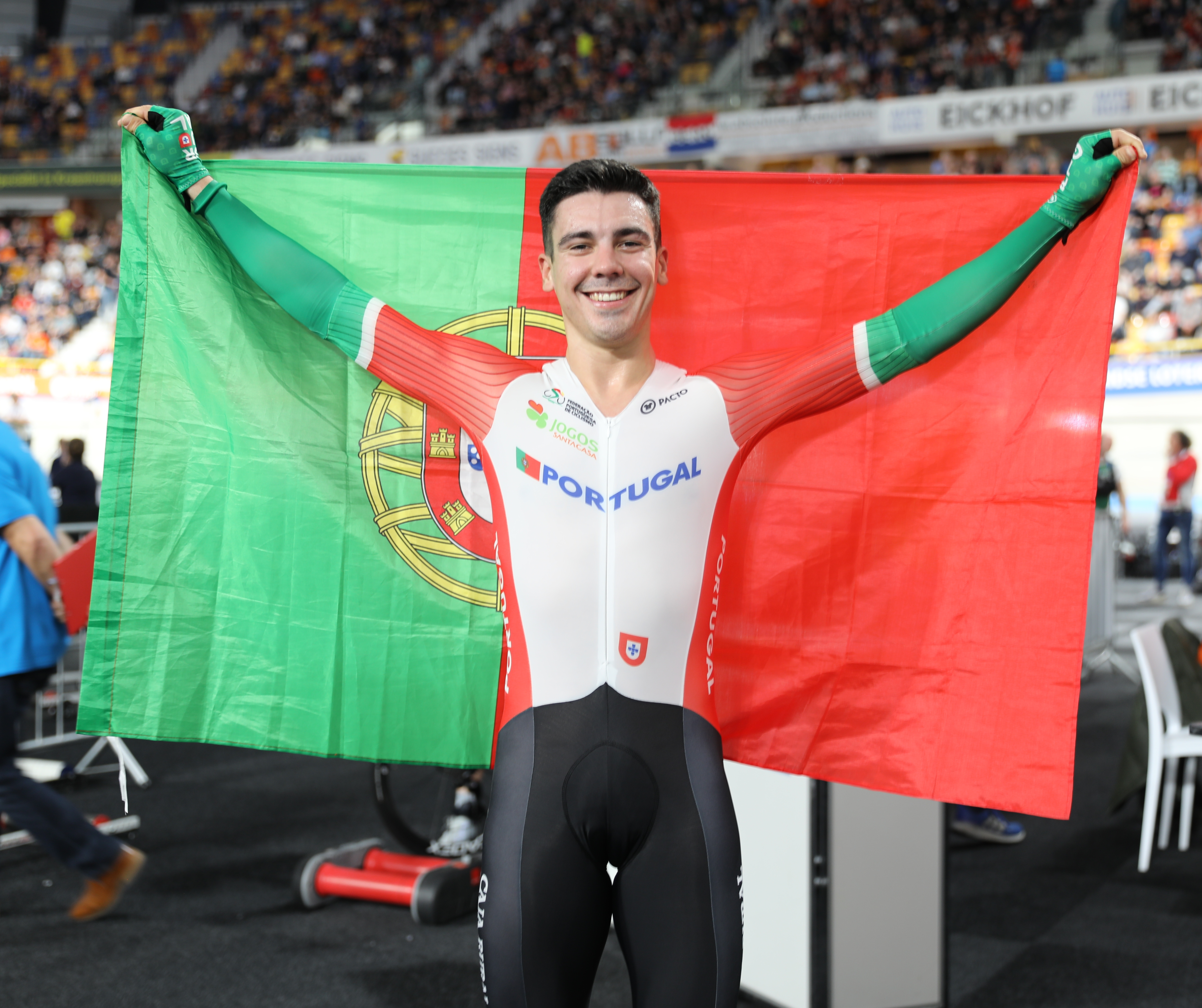
Iúri Leitão, Europameister im Scratch

| Männer | Männer               | Männer | Männer |
| ------ | -------------------- | ------ | ------ |
| #      | Sportler             | Land   |        |
|        | Iúri Leitão          | POR    |        |
|        | Tim Wafler           | AUT    |        |
|        | Tobias Hansen        | DEN    |        |
| 4      | Ethan Vernon         | GBR    |        |
| 5      | Sebastián Mora       | ESP    |        |
| 6      | Jan Voneš            | CZE    |        |
| 7      | Tuur Dens            | BEL    |        |
| 8      | Oscar Nilsson-Julien | FRA    |        |
| 9      | Valère Thiébaud      | SUI    |        |
| 10     | Bartosz Rudyk        | POL    |        |

| Frauen | Frauen                | Frauen | Frauen |
| ------ | --------------------- | ------ | ------ |
| #      | Sportlerin            | Land   |        |
|        | Clara Copponi         | FRA    |        |
|        | Lani Wittevrongel     | BEL    |        |
|        | Martina Fidanza       | ITA    |        |
| 4      | Daria Pikulik         | POL    |        |
| 5      | Maria Martins         | POR    |        |
| 6      | Olivija Baleišytė     | LTU    |        |
| 7      | Lea Lin Teutenberg    | GER    |        |
| 8      | Anita Yvonne Stenberg | NOR    |        |
| 9      | Petra Ševčíková       | CZE    |        |
| 10     | Mia Griffin           | IRL    |        |

### Omnium
| Männer | Männer                | Männer | Männer |
| ------ | --------------------- | ------ | ------ |
| #      | Sportler              | Land   | Punkte |
|        | Ethan Hayter          | GBR    | 121    |
|        | Niklas Larsen         | DEN    | 121    |
|        | Fabio Van den Bossche | BEL    | 118    |
| 4      | Yanne Dorenbos        | NED    | 115    |
| 5      | Rui Oliveira          | POR    | 110    |
| 6      | Tim Torn Teutenberg   | GER    | 105    |
| 7      | Alan Banaszek         | POL    | 101    |
| 8      | Simone Consonni       | ITA    | 100    |
| 9      | Raphael Kokas         | AUT    | 96     |
| 10     | Alex Vogel            | SUI    | 86     |

| Frauen | Frauen                | Frauen | Frauen |
| ------ | --------------------- | ------ | ------ |
| #      | Sportlerin            | Land   | Punkte |
|        | Anita Yvonne Stenberg | NOR    | 142    |
|        | Neah Evans            | GBR    | 136    |
|        | Valentine Fortin      | FRA    | 131    |
| 4      | Lara Gillespie        | IRL    | 130    |
| 5      | Daria Pikulik         | POL    | 129    |
| 6      | Letizia Paternoster   | ITA    | 119    |
| 7      | Lotte Kopecky         | BEL    | 115    |
| 8      | Maria Martins         | POR    | 98     |
| 9      | Marit Raaijmakers     | POR    | 96     |
| 10     | Aline Seitz           | SUI    | 91     |

### Madison

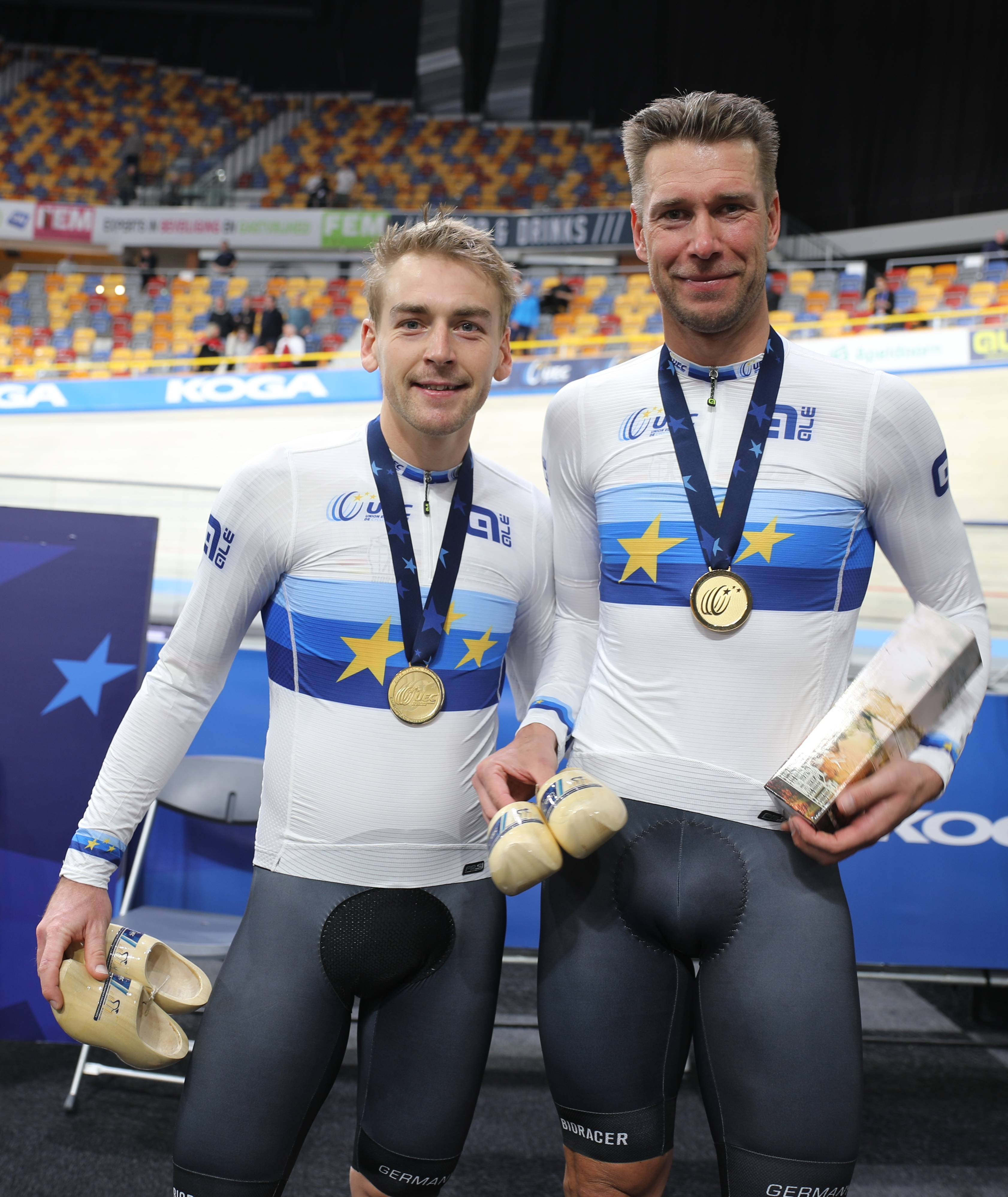
Europameister im Zweier-Mannschaftsfahren zum dritten Mal in Folge: Theo Reinhardt (l.) und Roger Kluge

| Männer | Männer                                  | Männer | Männer |
| ------ | --------------------------------------- | ------ | ------ |
| #      | Sportler                                | Land   | Punkte |
|        | Roger Kluge Theo Reinhardt              | GER    | 64     |
|        | Thomas Boudat Donavan Grondin           | FRA    | 60     |
|        | Michael Mørkøv Theodor Storm            | DEN    | 50     |
| 4      | Rui Oliveira Iúri Leitão                | POR    | 47     |
| 5      | Lindsay De Vylder Fabio Van den Bossche | BEL    | 42     |
| 6      | Alan Banaszek Wojciech Pszczolarski     | POL    | 24     |
| 7      | Ethan Hayter Mark Stewart               | GBR    | 19     |
| 8      | Yoeri Havik Jan-Willem van Schip        | NED    | 18     |
| 9      | Simone Consonni Michele Scartezzini     | ITA    | 17     |
| 10     | Sebastián Mora Albert Torres            | ESP    | 4      |

| Frauen | Frauen                                 | Frauen | Frauen |
| ------ | -------------------------------------- | ------ | ------ |
| #      | Sportlerinnen                          | Land   | Punkte |
|        | Valentine Fortin Marion Borras         | FRA    | 50     |
|        | Katrijn De Clercq Lotte Kopecky        | BEL    | 41     |
|        | Elisa Balsamo Vittoria Guazzini        | ITA    | 28     |
| 4      | Daria Pikulik Wiktoria Pikulik         | POL    | 24     |
| 5      | Marit Raaijmakers Lisa van Belle       | NED    | 18     |
| 6      | Lara Gillespie Alice Sharpe            | IRL    | 9      |
| 7      | Franziska Brauße Lea Lin Teutenberg    | GER    | 5      |
| 8      | Ellen Klinge Ida Krum                  | DEN    | 0      |
| 9      | Michelle Andres Jasmin Liechti         | SUI    | 0      |
| 10     | Tetjana Klimtschenko Arina Korotjejewa | UKR    | DNF    |

## Medaillenspiegel
| Platz  | Land           | Gold | Silber | Bronze | Gesamt |
| ------ | -------------- | ---- | ------ | ------ | ------ |
| 1      | Großbritannien | 6    | 6      | 2      | 14     |
| 2      | Deutschland    | 3    | 3      | 3      | 9      |
| 3      | Niederlande    | 3    | 1      | 2      | 6      |
| 4      | Frankreich     | 2    | 3      | 3      | 8      |
| 5      | Dänemark       | 2    | 2      | 3      | 7      |
| 6      | Belgien        | 2    | 2      | 2      | 6      |
| 7      | Italien        | 2    | 0      | 4      | 6      |
| 8      | Norwegen       | 1    | 1      | 0      | 2      |
| 9      | Portugal       | 1    | 0      | 0      | 1      |
| 10     | Polen          | 0    | 2      | 1      | 3      |
| 11     | Österreich     | 0    | 1      | 0      | 1      |
| 11     | Spanien        | 0    | 1      | 0      | 1      |
| 13     | Israel         | 0    | 0      | 1      | 1      |
| 13     | Tschechien     | 0    | 0      | 1      | 1      |
| Gesamt | Gesamt         | 22   | 22     | 22     | 66     |

## Aufgebote

### Bund Deutscher Radfahrer
Frauen Kurzzeit
- Lea Sophie Friedrich, Pauline Grabosch, Emma Hinze, Clara Schneider

Männer Kurzzeit
- Maximilian Dörnbach, Marc Jurczyk, Nik Schröter, Luca Spiegel

Frauen Ausdauer
- Franziska Brauße, Lisa Klein, Mieke Kröger, Lena Charlotte Reißner, Laura Süßemilch, Lea Lin Teutenberg

Männer Ausdauer
- Benjamin Boos, Tobias Buck-Gramcko, Joachim Eilers, Felix Groß, Nicolas Heinrich, Roger Kluge, Theo Reinhardt, Tim Torn Teutenberg

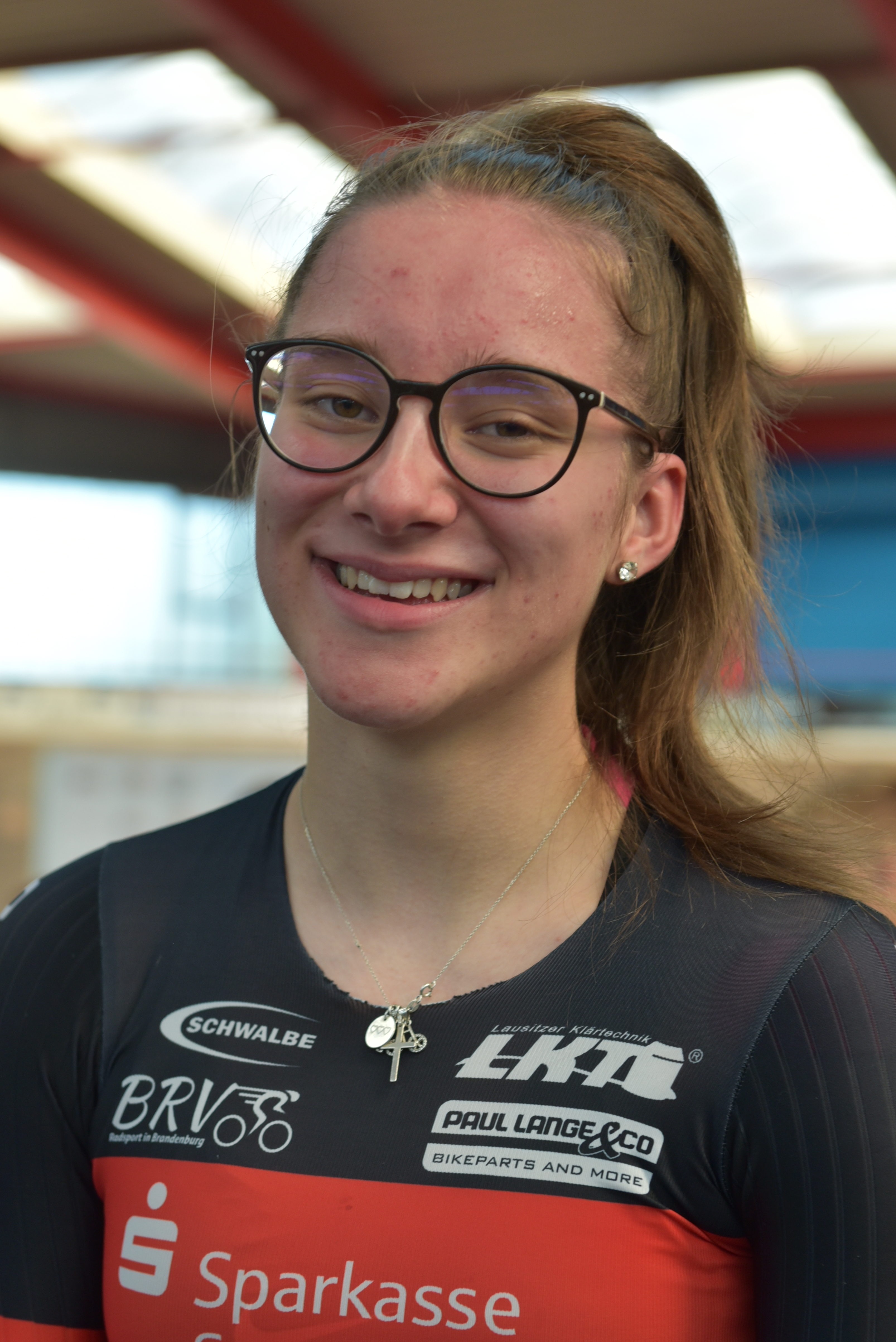
Clara Schneider
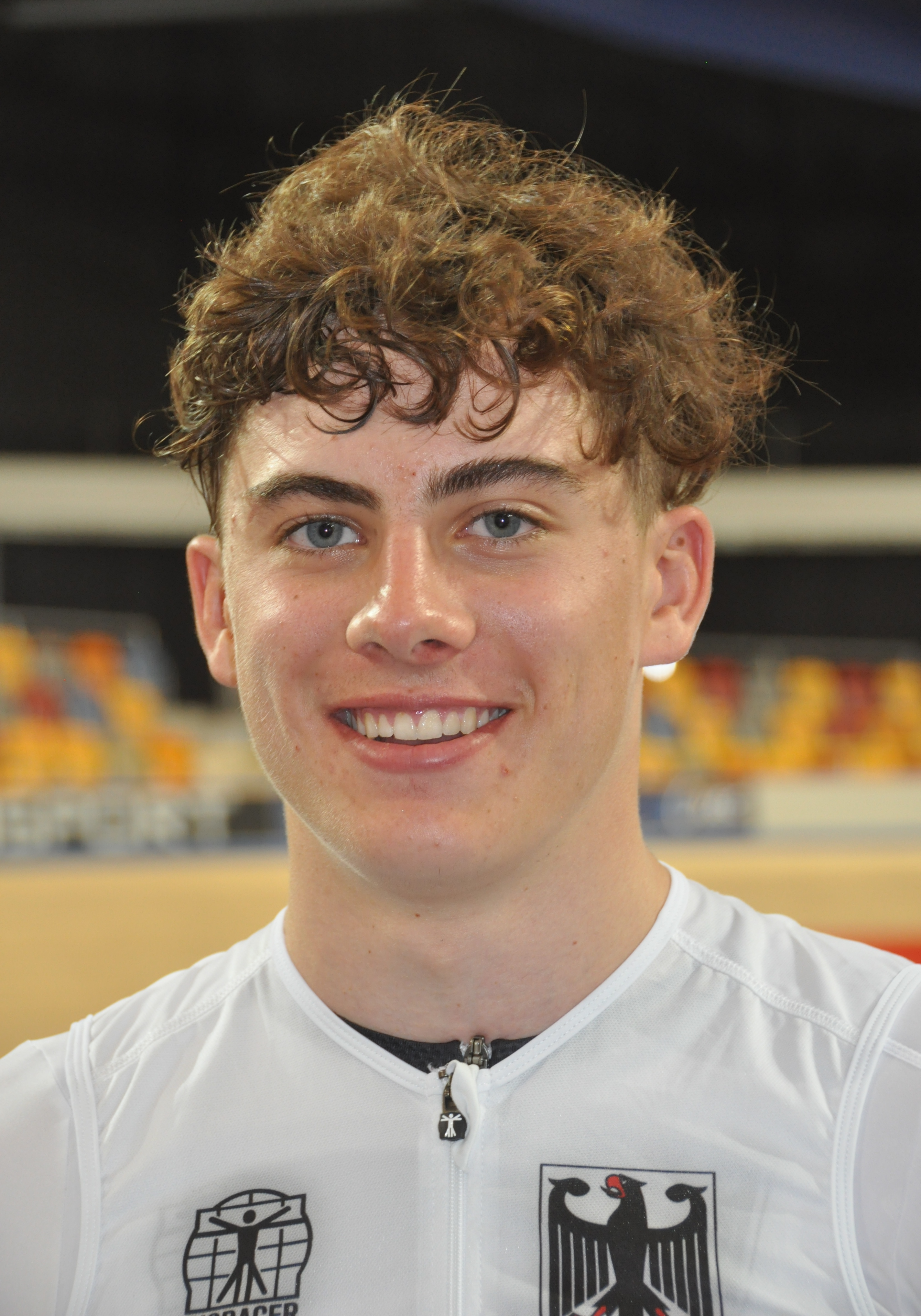
Benjamin Boos
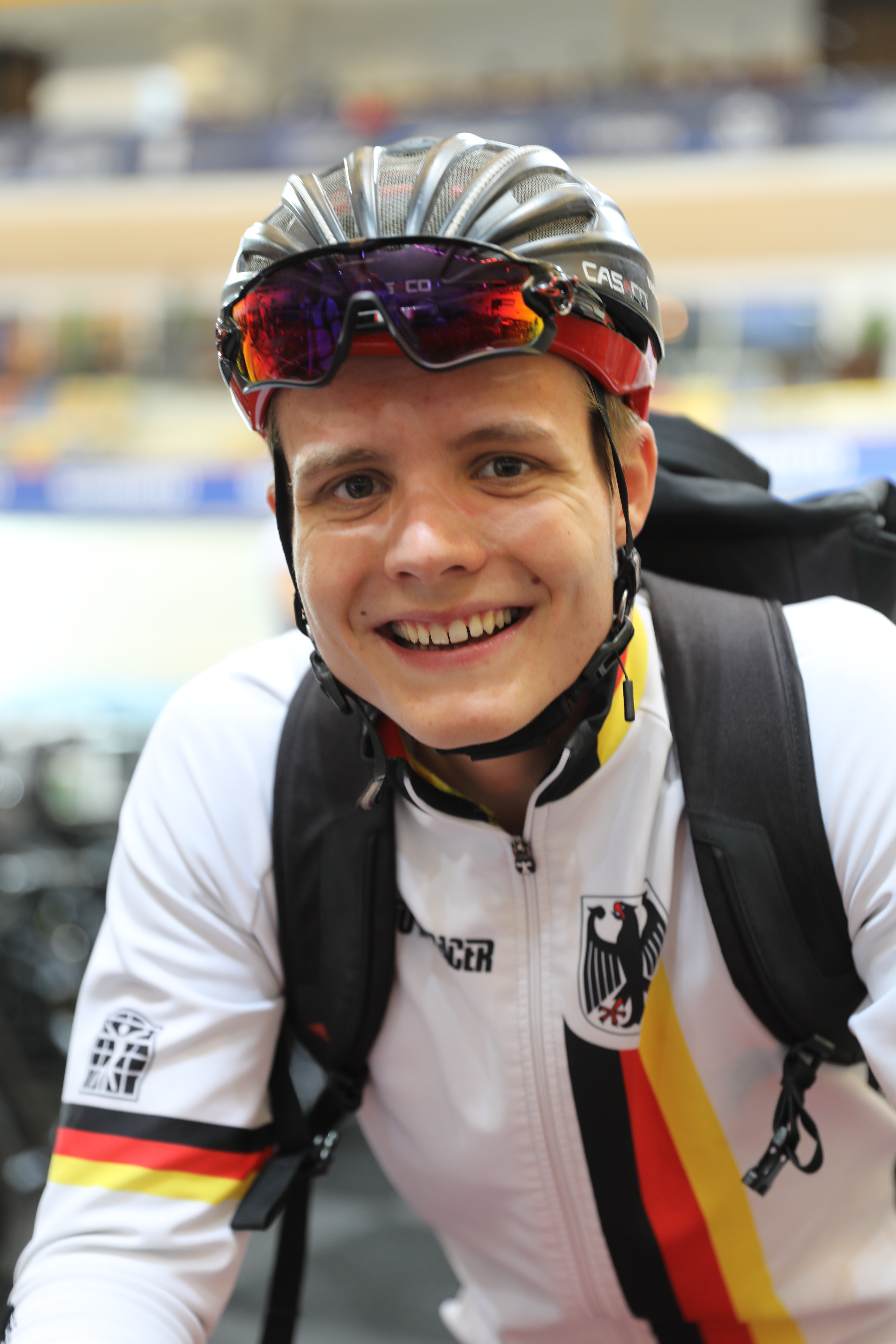
Felix Groß
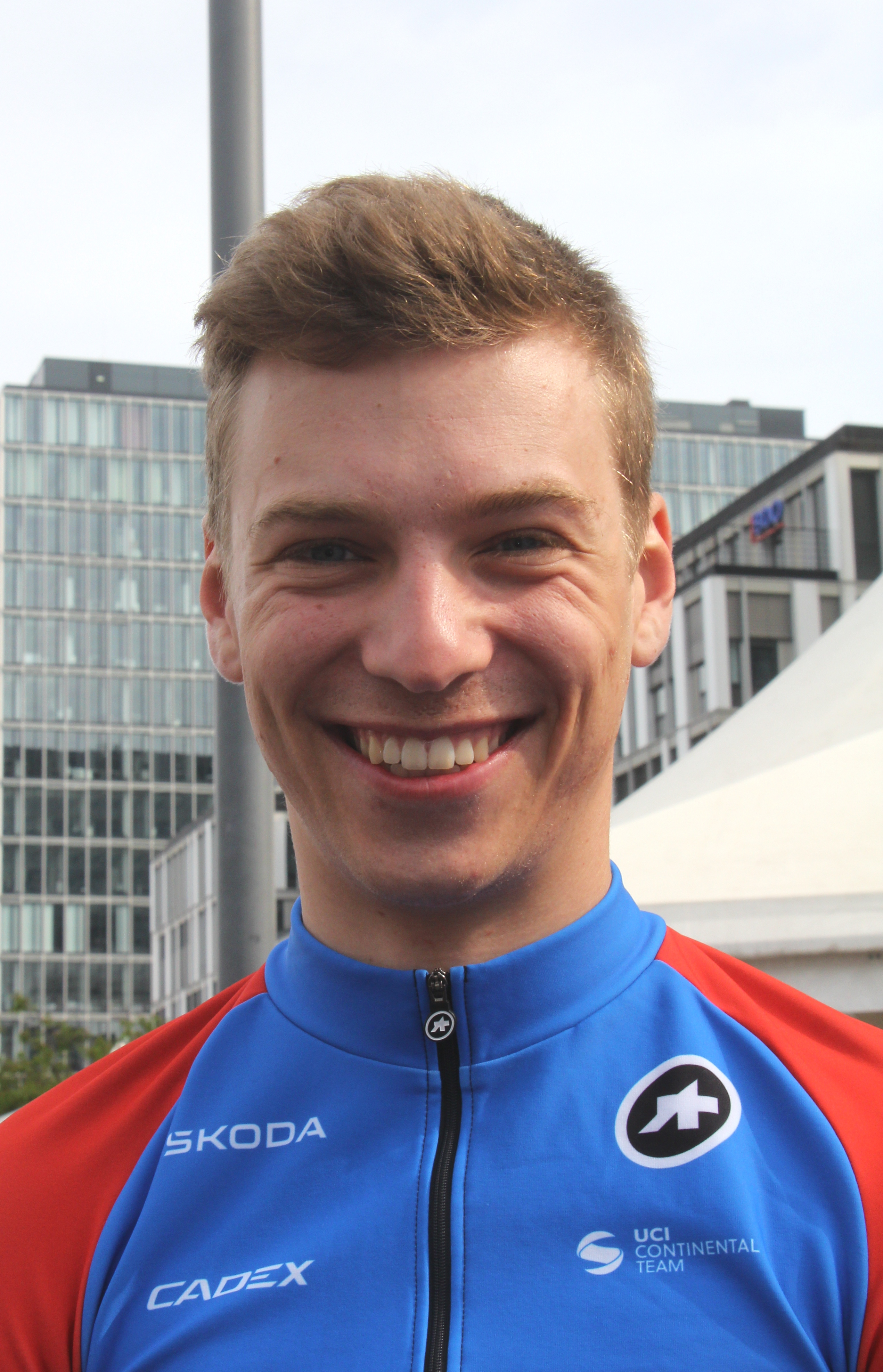
Tobias Buck-Gramcko

### Österreichischer Radsport-Verband
- Frauen: Leila Gschwentner
- Männer:  Raphael Kokas, Felix Ritzinger, Maximilian Schmidbauer

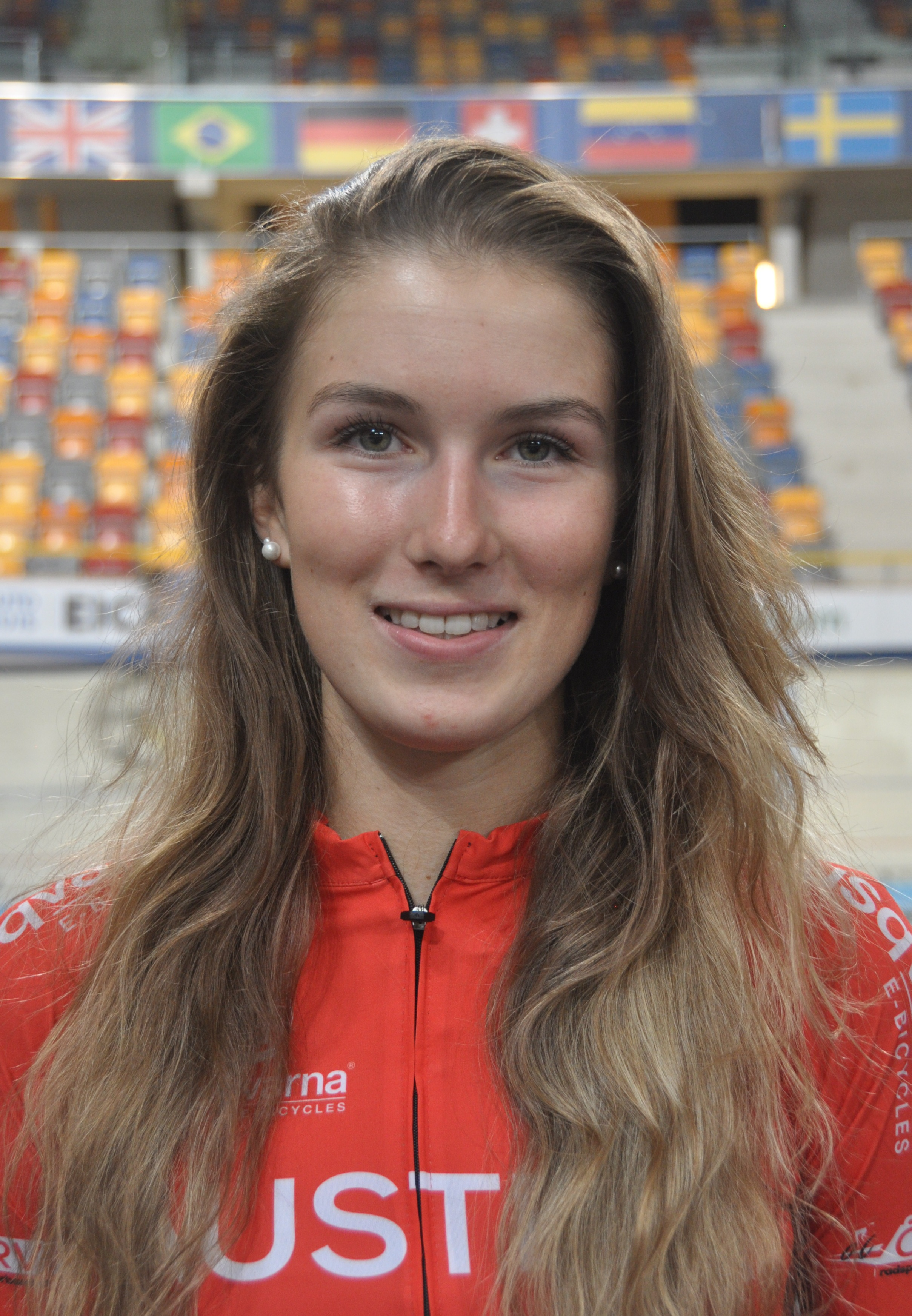
Leila Gschwentner
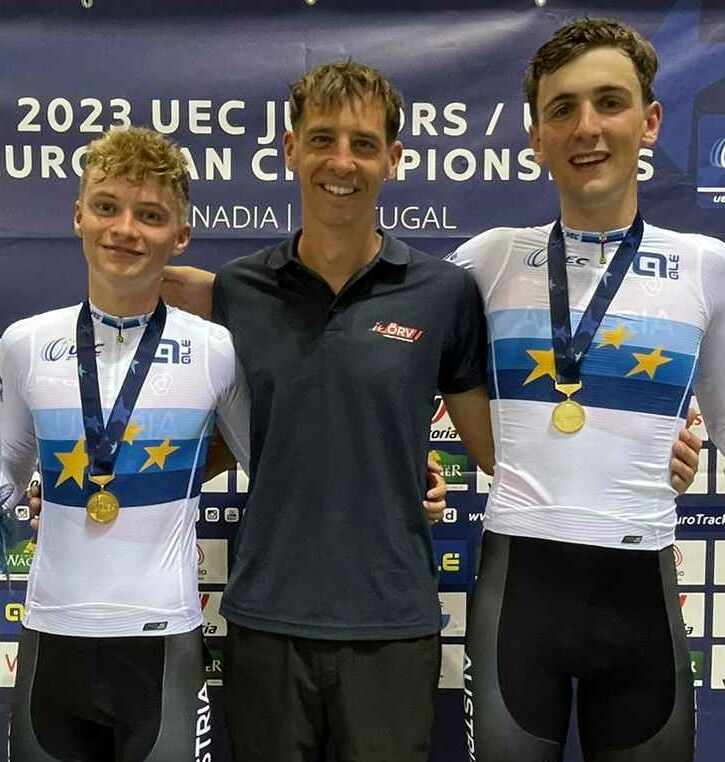
Raphael Kokas (l.) und Maximilian Schmidbauer (r.)
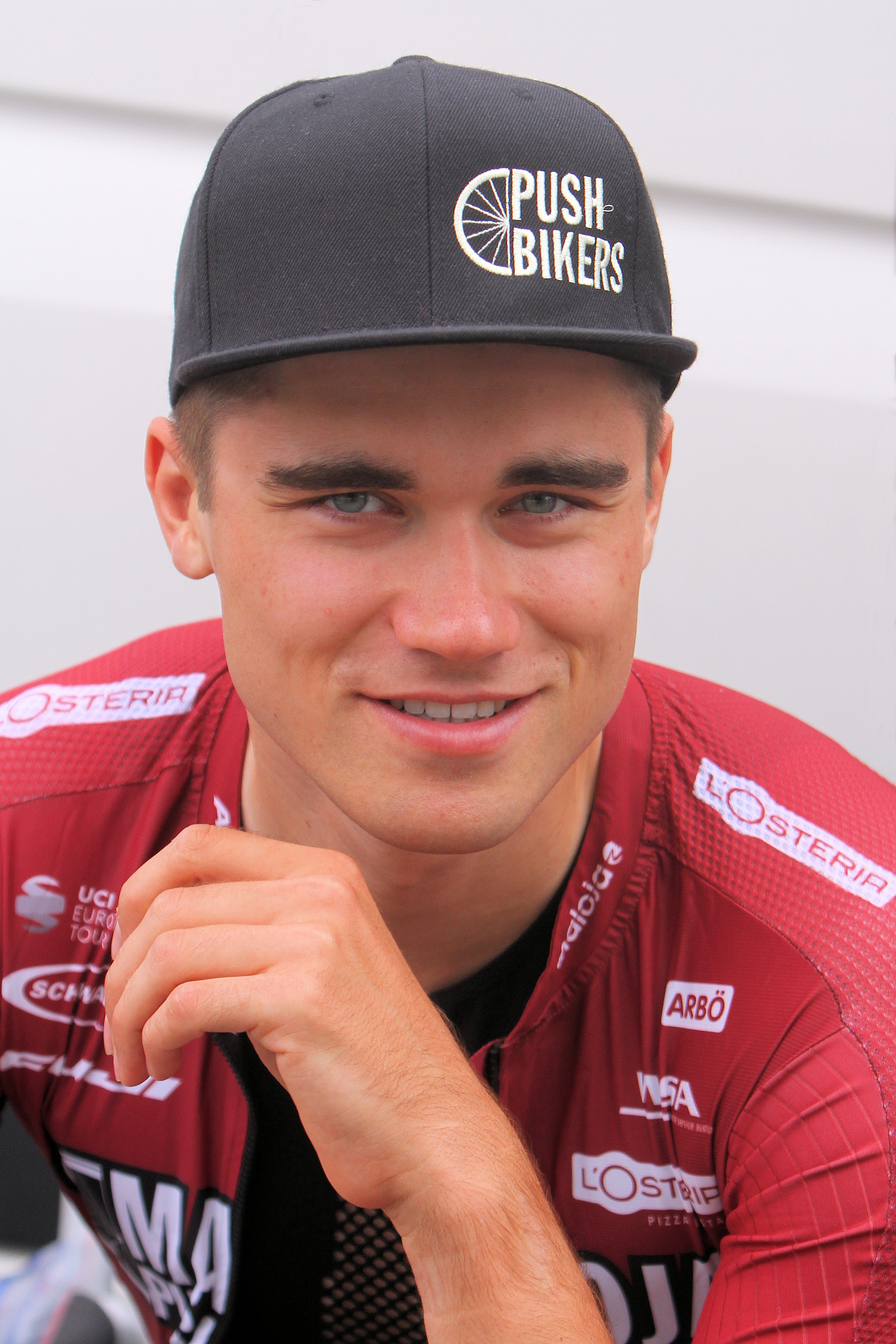
Felix Ritzinger

### Swiss Cycling
Frauen
- Michelle Andres, Jasmin Liechti, Annika Liehner, Cybèle Schneider, Aline Seitz, Janice Stettler

Männer
- Luca Bühlmann, Noah Bögli, Lukas Rüegg, Pascal Tappeiner, Valère Thiébaud, Simon Vitzthum, Alex Vogel

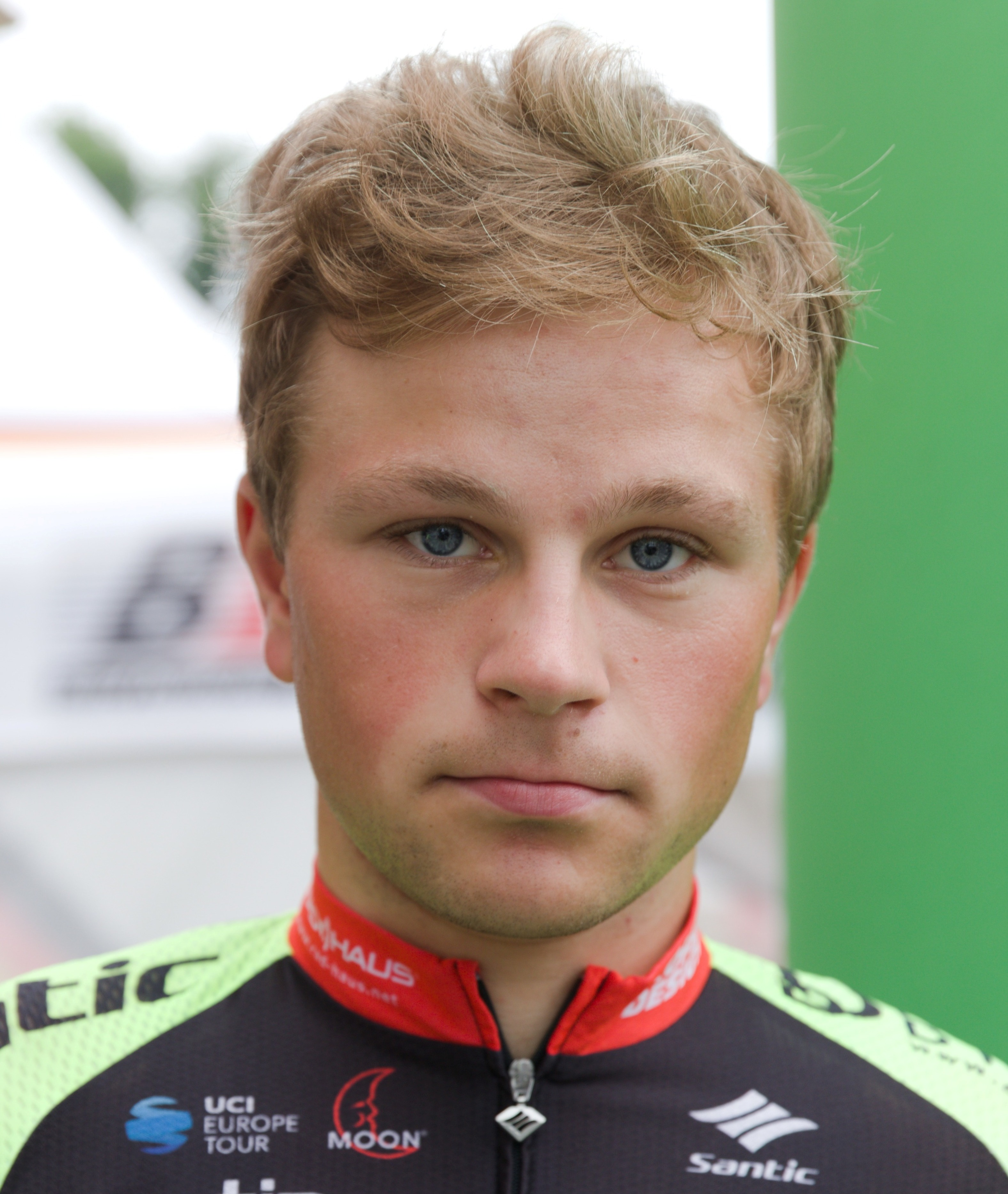
Lukas Rüegg
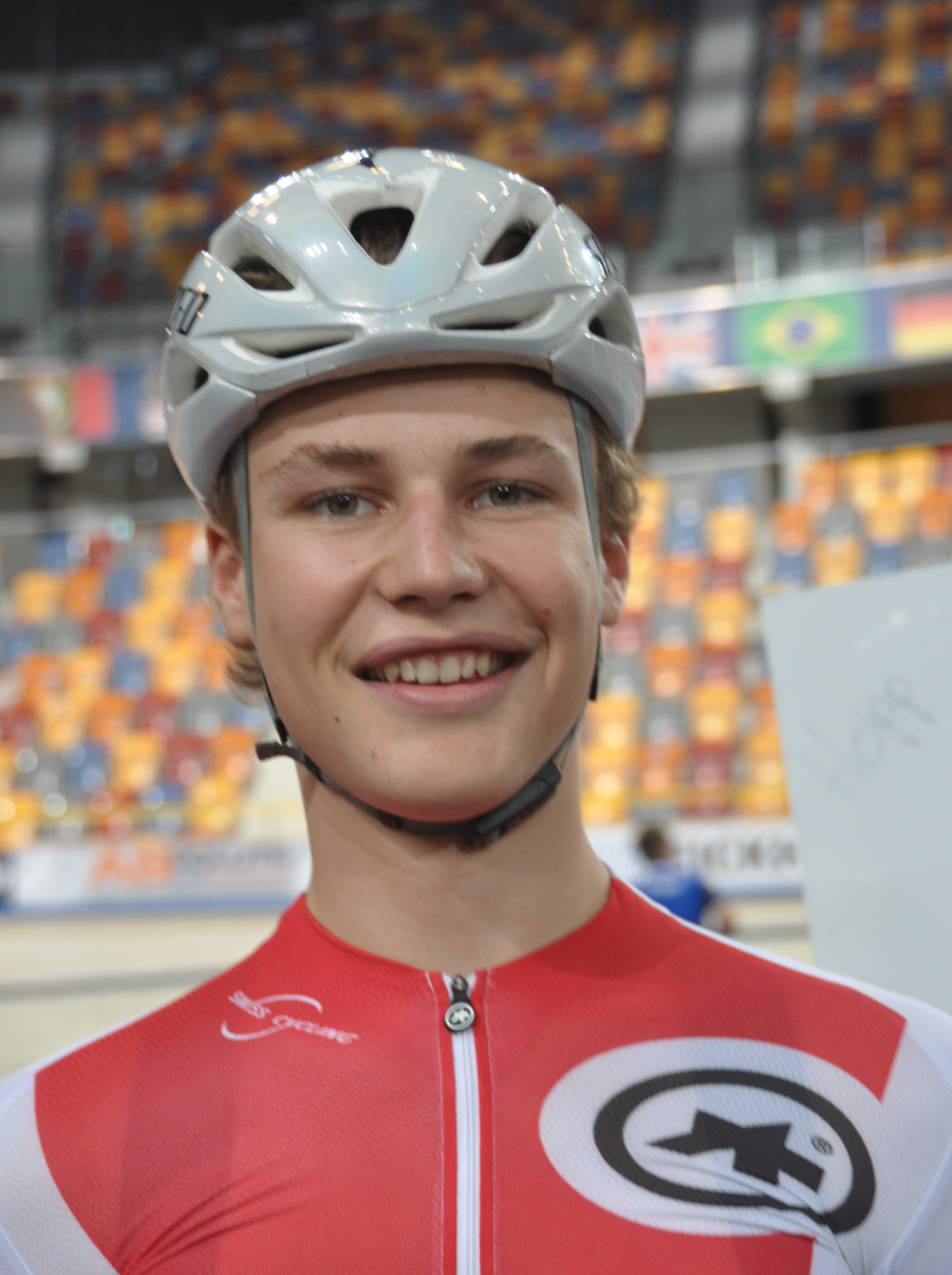
Pascal Tappeiner
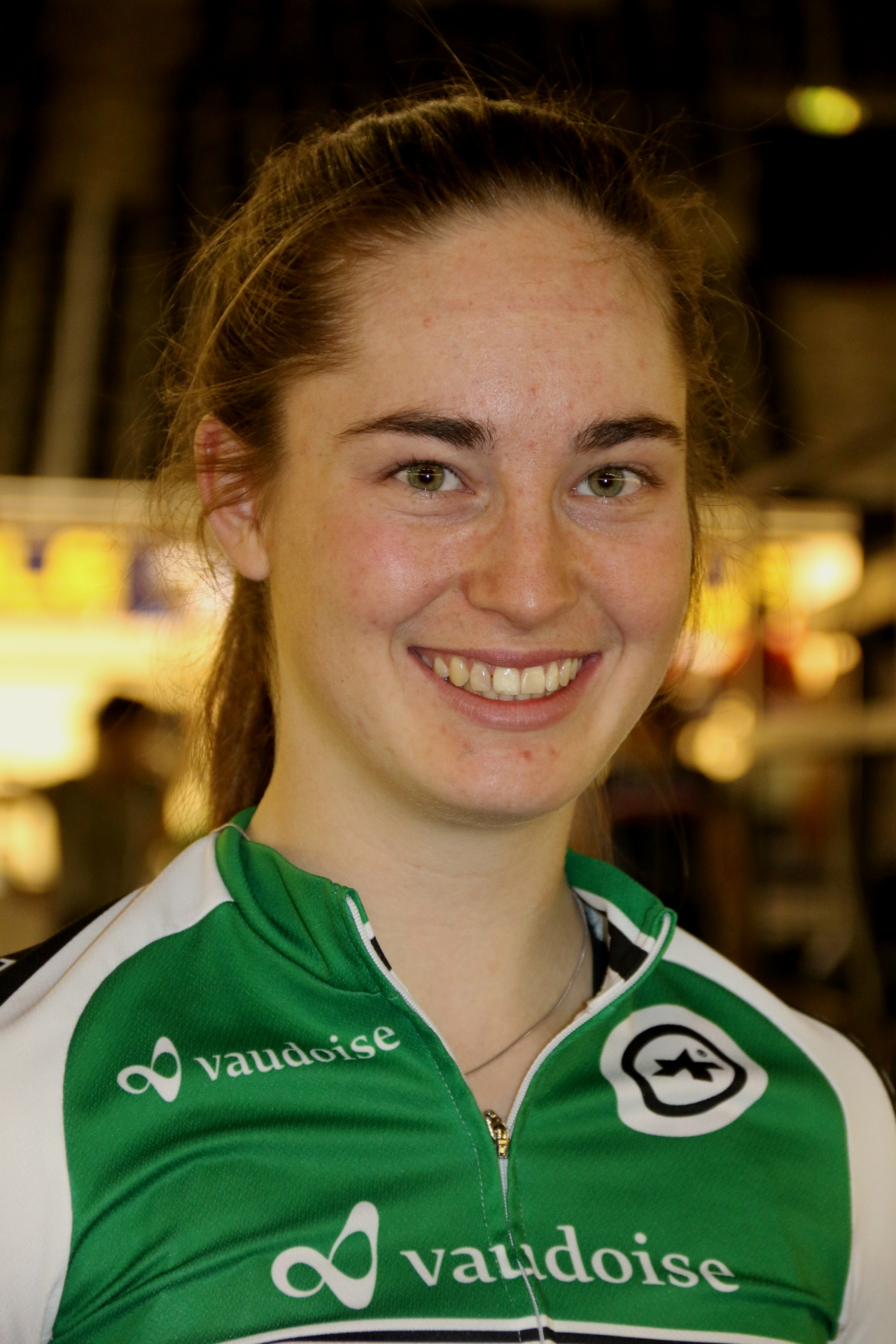
Aline Seitz
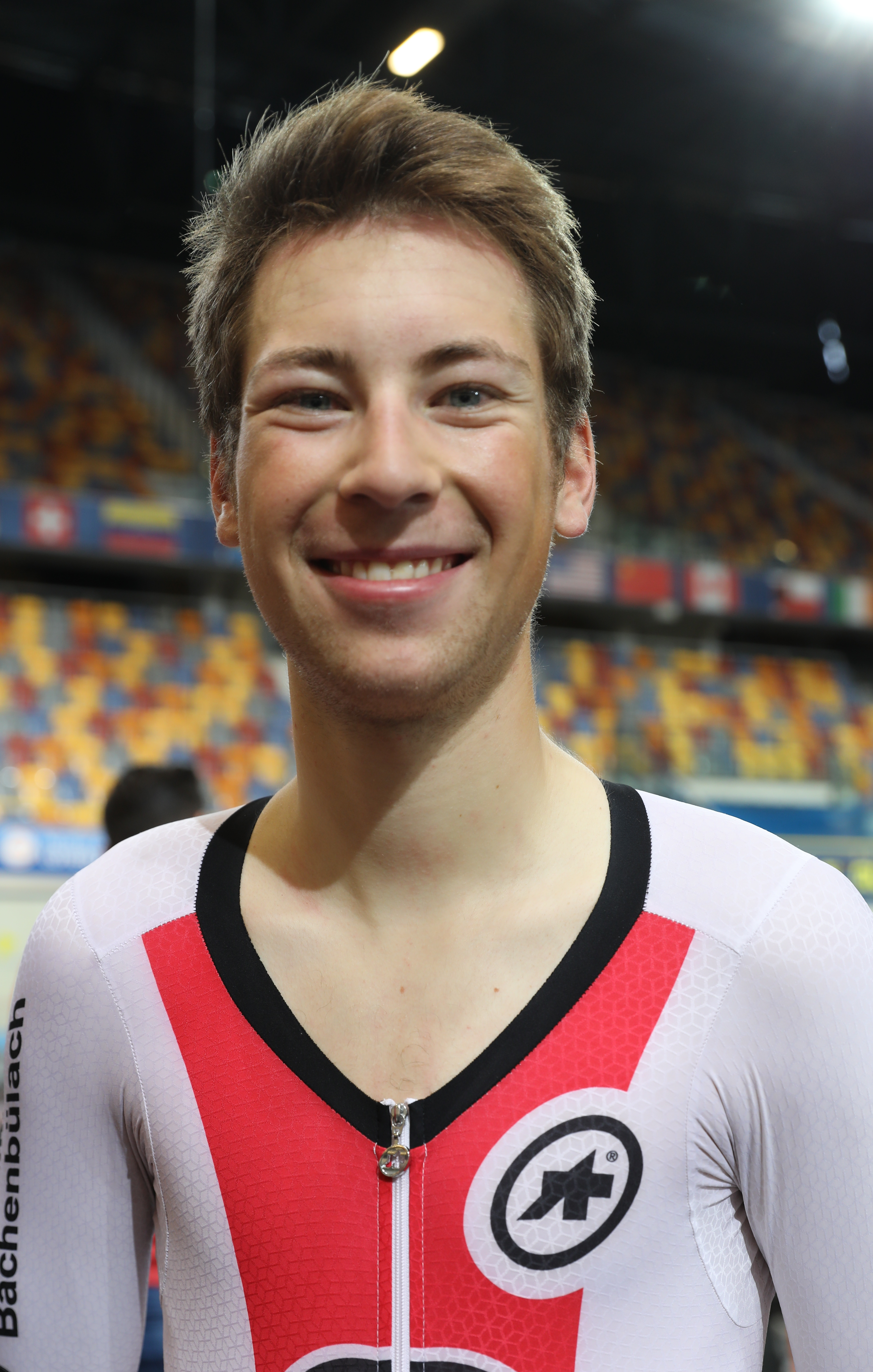
Valère Thiébaud
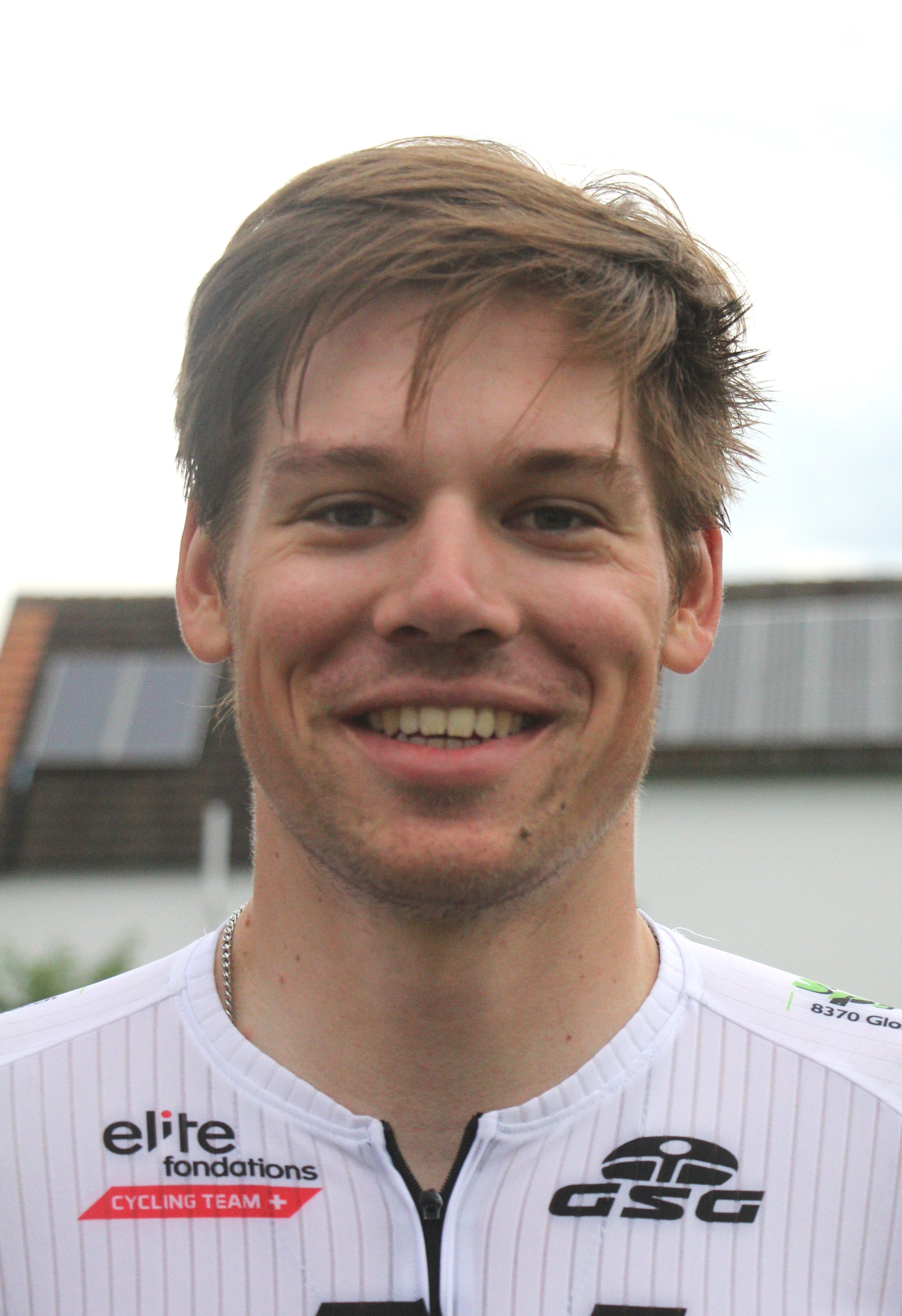
Alex Vogel